# Língua suaíli
O suaíli ou suaíle (Kiswahili), também chamado de suahíli e conhecido pelas formas vernáculas Swahili ou Kiswahili, é a língua banta com o maior número de falantes. É uma das línguas oficiais do Quénia, de Ruanda, da Tanzânia e de Uganda, embora os seus falantes nativos, os povos suaílis, sejam originários apenas das regiões costeiras do oceano Índico. É uma das línguas de trabalho da União Africana.
Essa língua africana pertence ao subgrupo sabaki das línguas bantu. É falada por cinquenta milhões de pessoas no mundo, incluindo, além dos países que a têm como língua oficial, Uganda e a República Democrática do Congo, onde é usada como língua franca. É também falado com alguma frequência nas áreas urbanas do Burundi e de Ruanda, no sul da Somália até ao norte de Moçambique (ao longo do litoral de África oriental), na Zâmbia e no sul da Etiópia. Existem também algumas comunidades de falantes de suaíli em Madagascar e nas ilhas Comores. Contudo, a maior parte dos seus falantes não a usa como língua materna. De fato, crê-se que apenas dois a três milhões dos cinquenta milhões estão nesta situação, o que significa que a grande maioria fala como língua materna algum outro idioma níger-congolês (por exemplo, bantu) ou cuxítico (somali, por exemplo).
O comoriano, falado nas ilhas Comores, às vezes é considerado um dialeto do suaíli, embora outras autoridades o considerem um idioma distinto.

## Geral
O suaíli é a língua nativa de diversos grupos que habitaram e habitam uma faixa de 2500 km da costa leste da África. Em função do contato dos povos dessa área com comerciantes e navegadores de Língua árabe durante alguns séculos, o suaíli tem cerca de um quarto de suas palavras originadas do árabe. Outras influências foram a língua persa, alemão, português, inglês e idiomas da Índia. É oficial e segundo idioma na Tanzânia, no Congo e no Quênia. Em Uganda é obrigatória nas escolas de primeiro grau desde 1992, tendo sido declarada oficial em 2005. O suaíli e línguas correlatas são também faladas em Burundi, Ruanda, Moçambique, Somália, Zâmbia e Comores.
A palavra Kiswahili vem do árabe سواحل, transliterado como sawāhil; é o plural da palavra ساحل, sāhel, "fronteira" ou "litoral", usada como adjetivo de "negociantes do litoral" A adição do prefixo ki o define como um idioma. Waswahili se refere aos povos da "costa suaíli" e Uswahili indica a cultura dos suaíli." Sahel" também é o nome que se dá à região austral do deserto do Saara.
O suaíli foi escrito com caracteres árabes até a era colonial da África, quando a escrita árabe foi substituída pelo alfabeto latino, através de missionários cristãos e de administradores coloniais. Um dos mais antigos documentos em suaíli, é um poema épico, Utendi wa Tambuka ("A História de Tambuka"), de 1728, em escrita árabe.

## Dialetos e línguas relacionadas
As listagens abaixo se baseiam no livro Swahili and Sabaki: a Linguistic History de Nurse, Derek e Hinnebusch, Thomas J.

### Dialetos
- O atual suaíli padrão tem como base o kiunguja falado em "Stone Town" (cidade de Zanzibar) na ilha de Zanzibar (Unguja).
- Kitumbatu e Kimakunduchi: das áreas rurais de Zanzibar. O kimakunduchi se chamava kihadimu, "servo", e era pejorativo.
- Kimrima: falado em  Pangani, Vanga, Dar es Salã, Distrito Rufiu e Ilha de Mafia Island.
- Kimgao: falado antigamente desde o Distrito de Quíloa para o sul.
- Kipemba: falado  na ilha de Pemba, Tanzânia.
- Kimvita: o mais falado em Mombaça (Mvita) e Quiunguja.
- Kingare: subdialeto de Mombaça
- Chijomvu: subdialeto de Mombaça.
- Chi-Chifundi: falado na costa sul de Quênia.
- Kivumba: falado na costa sul de Quênia.
- Kiamu: falado na ilha de Lamu (Amu).
- Sheng: dialeto de rua, uma mistura de suaíli, inglês e algumas línguas nativas falada em Nairóbi de forma não formal nas favelas de Nairóbi. E que recentemente ficou na moda.

### Línguas similares
- Kimwani: falado nas ilhas Querimba e costa norte de Moçambique.
- Kingwana: falado nas regiões leste e sul da República Democrática do Congo, tem o apelido Suaíli “Copperbelt”, em especial a variante do sul do Congo..
- Comorense”, língua da Ilhas Comores.
- Chimwiini era falado tradicionalmente na cidade Somali de Baraua. Houve fuga recente de civis dessa cidade para Quênia por causa da guerra civil. Especialistas dessa língua e dos diversos dialetos Suaíli ainda discutem se Chimwiini é Suaíli ou outra língua.

## História

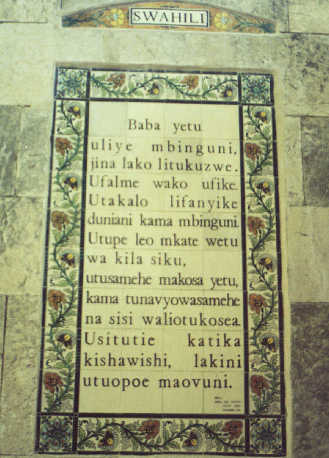
O Pai Nosso em suaíli (Mateus 6:9-13

Não existem ainda evidências históricas ou arqueológicas que permitam que se afirme quando e onde surgiram a língua e a cultura suaíli. Porém, pode-se considerar que falantes dessa língua ocupavam as mesmas áreas atuais ao longo do Oceano Índico bem antes do ano 1000. Desde o século VI há registros de contatos pela presença de negociantes Persas e Árabes na região. Também houve muita interação entre nativos e muçulmanos com a expansão do Islão a partir do século IX.
Grupos vindos de Omã e do Golfo Pérsico se estabeleceram nas ilhas de Zanzibar e Pemba e daí difundiram a língua suaíli e o Islã para maiores centros de comércio e cultura, tais como Sofala em Moçambique, Quíloa na Tanzânia, Mombaça e Lamu no Quênia; Baraua, Merca, Quismaiu e Mogadíscio na Somália, Ilhas Comores; norte de Madagascar;.
Por volta de 1800, os governantes de Zanzibar realizaram expedições ao continente, até os muitos lagos do “Great Rift Valley” e aí criaram rotas permanentes de comércio, com negociantes que falavam suaíli estabelecidos em postos ao longo dessas rotas comerciais. Isso não foi realmente uma Colonização autêntica. Processo de colonização ocorreu realmente ao leste do Lago Malaui, no que hoje é a chamada região de Catanga da República Democrática do Congo, onde surgiu um dialeto bem diferente.
A Alemanha estabeleceu colônia em Tanganica, hoje Tanzânia, em 1886 e, tendo percebido o quanto a língua Suaíli era disseminada (embora em baixa densidade) na região,  fez dessa a língua oficial da colônia. Os colonizadores ingleses não fizeram o mesmo no vizinho Quênia, embora tenham feito tentativas nesse sentido. Ambas nações europeias queriam facilitar a administração das colônias que  tinham dezenas de línguas diferentes entre os nativos, pela escolha de uma língua única que tivesses boa aceitação entre os povos locais. O suaíli era a única com essa característica nessas áreas.
Com a derrota da Alemanha na Primeira Grande Guerra esta perdeu suas colônias da África (Tanganica, Namíbia, Togo, Camarões), ficando Tanganica para os britânicos.
Com ajuda de ativos missionários cristãos, os administradores locais britânicos se decidiram a fazer do suaíli a língua oficial comum tanto nas escolas primárias como nas administrações locais menores por toda África oriental, nas colônias Uganda, Tanganica, Zanzibar e Quênia. O idioma suaíli deveria se subordinar ao Inglês, sendo que seria o idioma das Universidades, o prioritário nas escolas secundárias e na administração de alto nível.
Em junho de 1928 foi dado um passo importante para criação de uma língua escrita padrão para o suaíli. Uma reunião intraterritorial em Mombaça definiu o dialeto Kiunguja de Zanzibar como padrão linguístico. A atual versão, em alfabeto latino, é a segunda língua desses países.

## Situação atual
Hoje, cerca de 90% da população da Tanzânia fala o suaíli, e um percentual um pouco menor no Quênia. 66 milhões de congoleses falam o idioma nas seis províncias orientais do país, fazendo com que essa língua já rivalize com o lingala como língua principal do Congo. Em Uganda, os baganda não falam o suaíli, mas cerca de 25 milhões de pessoas no resto do país têm essa língua como principal, visando a preparação para a Comunidade da África Oriental.
Nos demais países o suaíli é mais usado nas cidades comerciais por refugiados ou perto das fronteiras com a Tanzânia e o Quênia. Mesmo assim o idioma é, possivelmente, mais falado que o hauçá da África do Oeste como a língua nativa mais falada na região subsaariana. Conforme o Banco Mundial, o suaíli é falado por 10 a 15% dos habitantes da África ao sul do deserto do Saara.